# Górki (Otfinów)
Górki – część wsi Otfinów w Polsce, położona w województwie małopolskim, w powiecie tarnowskim, w gminie Żabno. 
W latach 1975–1998 Górki administracyjnie należały do województwa tarnowskiego.